# Petrus Pauwels-D'hondt
Petrus Pauwels-D'hondt, geboren als Pieter Pauwels, (Oosteeklo, 12 november 1852 – Gent, 14 december 1896) was een  Belgisch beeldhouwer en kunstschrijnwerker.

## Leven en werk
Pauwels werd in de Oosthoek onder Oosteeklo geboren als zoon van klompenmaker Pieter Pauwels en Francisca Vandevoorde. Hij werkte aanvankelijk als timmerman en volgde daarnaast de zondagslessen aan de Gentse Sint-Lucasschool. In 1884 behaalde hij daar de grote prijs voor beeldhouwkunst. Het jaar erop toonde hij zijn werk op de wereldtentoonstelling in Antwerpen. Hij trouwde in 1886 met Maria Amelia D'hondt (1855-1923). 
Pauwels was lid van het Sint-Lucasgilde en het Sint-Jozefgilde in Gent. Onder de naam Pauwels-D'hondt opende hij een atelier voor neogotisch meubilair en beeldhouwwerk in hout en steen aan de Schouwvegersstraat in Gent. Het bedrijf behoorde tot de meest karakteristieke ateliers uit die tijd, waar het ambachtelijk werk nog voorop stond. Onder Pauwels' leiding was het atelier onder andere verantwoordelijk voor een 'doopsel van Christus' (1886) en een Sint-Barbara-altaar (1889) voor de Sint-Vincentiuskerk in Eeklo, communiebanken voor de kleine kapel van het Groot Begijnhof (ca. 1891) in Gent, een gebeeldhouwd triomfkruis (ca. 1891) voor de kerk van Erembodegem en een beeld van Sint-Godelieve (1891), naar een ontwerp van Bethune, voor de abdij van Gistel. Op het atelier werkten meerdere leerjongens, onder wie Aloïs De Beule, Leon Sarteel, Oscar Sinia en Geo Verbanck. 
Petrus Pauwels overleed op 44-jarige leeftijd. Zijn weduwe hertrouwde een jaar later met beeldhouwer Albert Jozef Sinaeve, waarna de zaak onder de naam Sinaeve-d'Hondt werd voortgezet.